# Ran (protéine)
Pour les articles homonymes, voir Ran.
 (août 2019).
Si vous disposez d'ouvrages ou d'articles de référence ou si vous connaissez des sites web de qualité traitant du thème abordé ici, merci de compléter l'article en donnant les références utiles à sa vérifiabilité et en les liant à la section « Notes et références ».
La protéine Ran est un type de protéine appartenant à la famille des protéines G. Elle possède ainsi une activité GTPasique qui lui permet de fixer une molécule de GTP (Guanosine Tri-Phosphate) ou de GDP (Guanosine Di-Phosphate). Dans ces cas, elle prend respectivement les noms de Ran-GTP et Ran-GDP. Cette dernière forme a la particularité de pouvoir modifier l'affinité pour le récépteur d'importation (importine) dans la chaîne du transport nucléo-cytoplasmique